# Wesele (Niemodlin)
Wesele (niem. Weschelle, 1936–1945 Freudendorf) – część miasta Niemodlin w południowej Polsce, na Górnym Śląsku, w województwie opolskim, w powiecie opolskim, w gminie miejsko-wiejskiej Niemodlin. Położona jest w rejonie ulicy Podgórnej, na północny zachód od centrum Niemodlina. 
Do 1945 samodzielna gmina jednostkowa w powiecie Falkenberg O.S., wchodząca w skład prowincji prowincji śląskiej (do 1919 roku), a następnie prowincji górnośląskiej.
Od 1945 w powiecie niemodlińskim w województwie śląskim. 1 grudnia 1945 utraciło samodzielność przez włączenie do Niemodlina.

## Historia
W XIX wieku wieś posiadała pieczęć gminną, na której wizerunku przedstawiono gęś z uniesionymi skrzydłami, zwrócona w lewo.